# Arte encontrado
El término arte encontrado –más comúnmente objeto encontrado (en francés objet trouvé; en inglés, found art o ready-made) o confeccionado– describe el arte realizado mediante el uso de objetos que normalmente no se consideran artísticos, a menudo porque no cumplen una función artística en lo cotidiano, sin ocultar su origen, pero a menudo modificados.  Marcel Duchamp fue uno de los pioneros de su establecimiento a inicios del siglo XX. 
El arte encontrado deriva su identidad como arte del nombre que se le da por el artista. El arte encontrado tuvo como antecedente al cubismo. El contexto en el que se ubica, generalmente una galería o museo, es también un factor muy relevante. La idea de dignificar objetos cotidianos de esta manera era originalmente un desafío chocante para la distinción hasta entonces es aceptada entre lo que se consideraba arte en oposición a lo que no era arte. 
El arte encontrado, sin embargo, tiene que tener creación artística, al menos una idea sobre ello. Hay también en su mayor parte una modificación del objeto, aunque no hasta el extremo de hacerlo irreconocible. La modificación puede llevar a que se lo designe como objeto encontrado «modificado», «interpretado» o «adaptado».

## Precedentes históricos
En obras de arte medievales se introducía directamente el oro, presente por sus cualidades innatas, por lo que puede considerarse un «objeto encontrado», lo mismo que se introducían piedras preciosas. La diferencia esencial entre esta forma antigua de introducir objetos directamente en el cuadro y el «objeto encontrado» actual es el valor de los materiales introducidos directamente. En el pasado se incrustaban objetos valiosos (oro, joyas), mientras que en el arte moderno lo que se usan son principalmente objetos cotidianos, vulgares, que se elevan a un estatus especial al emplearse en una manifestación artística. Hay excepciones, como el uso que hicieron en 2003 los Hermanos Chapman de un conjunto de grabados de Goya, Los desastres de la guerra, que ellos «adaptaron» colocando en las figuras rostros de payasos y marionetas de manera que las láminas fueron valiosas ya por derecho propio como arte.
En el siglo XIX, el escritor franco-uruguayo Isidore Lucien Ducasse conocido como Conde de Lautréamont, había llamado la atención sobre las posibilidades de transformar objetos vulgares con la frase, hoy famosa de «Bello como el encuentro fortuito de una máquina de coser y un paraguas sobre una mesa de disección».

## Origen: Duchamp y el surrealismo
Marcel Duchamp acuñó el término readymade en 1915 para describir su arte encontrado. Duchamp ensambló su primer readymade, titulado Rueda de bicicleta en 1913, al mismo tiempo que su Desnudo bajando una escalera 2 llamaba la atención de los críticos en la Exposición Internacional de Arte Moderno. Su Fuente, un urinario, que firmó con el seudónimo «R. Mutt», confundió al mundo del arte en 1917. En referencia a esta obra, en el editorial de la revista The Blind Man de 1917 se dice «El hecho de que el señor Mutt realizara o no La Fuente con sus propias manos carece de importancia. La eligió. Cogió un artículo de la vida cotidiana y lo presentó de tal modo que su significado utilitario desapareció bajo un título y un punto de vista nuevos. Creó un pensamiento nuevo para ese objeto». El uso moderno de objetos encontrados suscitó la hostilidad desde el principio, cuando La fuente de Duchamp fue rechazada por la «ofendida» Sociedad de Artistas Independientes de 1917 diciendo que eso no era arte. Bottle Rack («Secador de botellas») es literalmente eso, una estructura para poner las botellas a secar firmada por Duchamp, y está considerada como el primer readymade «puro».
La investigación realizada por Rhonda Roland Shearer indica que Duchamp pudo haber fabricado sus objetos encontrados. Una investigación exhaustiva de objetos cotidianos como palas de nieve y secadores de botellas que se usaban en aquella época revela que no había objetos idénticos que se usaran entonces. El orinal, inspeccionado con detalle, no es funcional. Sin embargo, hay relatos de que Walter Arensberg y Joseph Stella estaban con Duchamp cuando adquirió la Fuente original en J. L. Mott Iron Works.

## Desarrollo
El uso de objetos encontrados fue una técnica asumida de forma inmediata por el movimiento dadaísta, usándolo tanto Man Ray como Francis Picabia quien lo combinó con arte tradicional al unir peines a una pintura que representaba el pelo.  Una obra bien conocida de Man Ray es The Gift (Le Cadeau en francés), un ready-made temprano realizado con la ayuda de Erik Satie que consiste en una plancha de ropa con catorce clavos pegados en su parte inferior, realizada en 1921 en París.

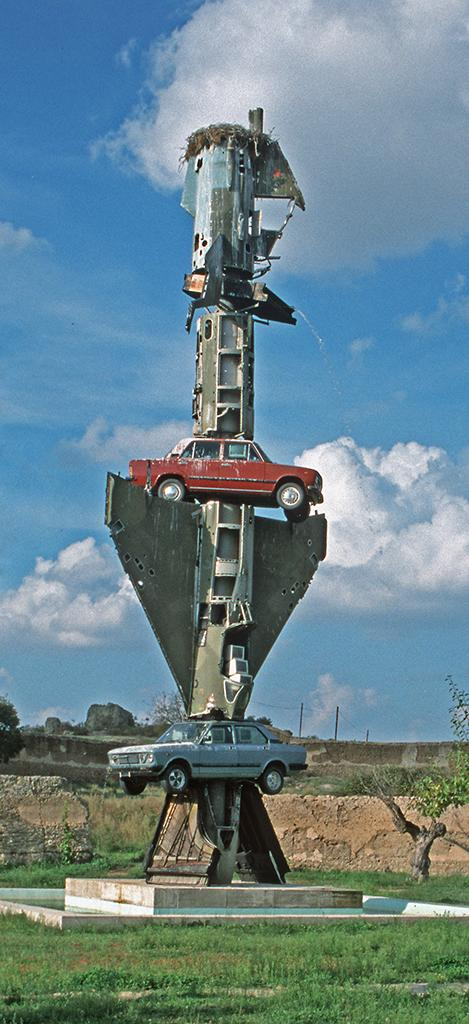
Wolf Vostell: ¿Por qué el proceso entre Pilatos y Jesús duró sólo dos minutos?, 1996 obra realizada con objetos encontrados en el Museo Vostell Malpartida, Malpartida de Cáceres.

La combinación de varios objetos encontrados es un tipo de readymade a veces conocido como ensamblaje artístico (assemblage). Está ejemplificado en la obra de Marcel Duchamp Why Not Sneeze Rose Sélavy?, formada por una pequeña jaula para pájaros que contiene un termómetro, un jibión y 151 dados de mármol que parecen azucarillos.
Para cuando se celebró la Exposición Surrealista de Objetos de 1936 se había desarrollado toda una subclasificación entre objetos encontrados (found objects), preparados (ready-made), perturbados (perturbed), matemáticos, naturales, naturales interpretados, naturales incorporados, oceánicos, estadounidenses y surrealistas. En este momento, el líder surrealista, André Breton, definió a los objetos preparados como «objetos manufacturados elevados a la dignidad de obras de arte a través de la elección del artista».
Pablo Picasso usó objetos encontrados como la base de su Babuino y joven y unió un «sillín de bicicleta» con «manillar» a una cabeza de toro.
En los años sesenta los objetos encontrados estaban presentes en la obra del movimiento Fluxus y también en el Pop art. Joseph Beuys mostraba objetos encontrados modificados, como piedras con un agujero en la que se incluía piel y grasa, o una furgoneta con trineos por debajo y una viga oxidada. Desde los años 1960 Wolf Vostell usaba televisores y partes de coches en sus obras.
En 1973 Michael Craig Martin dijo, de su obra titulada An Oak Tree, «No es un símbolo. He cambiado la sustancia física del vaso de agua por la de un roble. No cambié su apariencia. El roble real está físicamente presente, pero en la forma de un vaso de agua».

## Escultura de materia prima
En los ochenta surgió una variación del arte encontrado, llamado commodity sculpture (escultura de materia prima) donde objetos producidos en masa comercialmente se colocaban en la galería de arte como una escultura. El centro de atención de esta variedad de escultura estaba en el marketing, en la exhibición de los productos. Entre estos artistas se encontraban Jeff Koons, Haim Steinbach y Ashley Bickerton (quien más tarde se dedicó a otros tipos de obra).
Una de las primeras obras firmadas de Jeff Koons fue Two Ball 50/50 Tank, 1985, que estaba formada por dos balones de baloncesto flotando en el agua, que llena hasta la mitad un depósito de cristal (una influencia sobre Damien Hirst).

## Arte basura

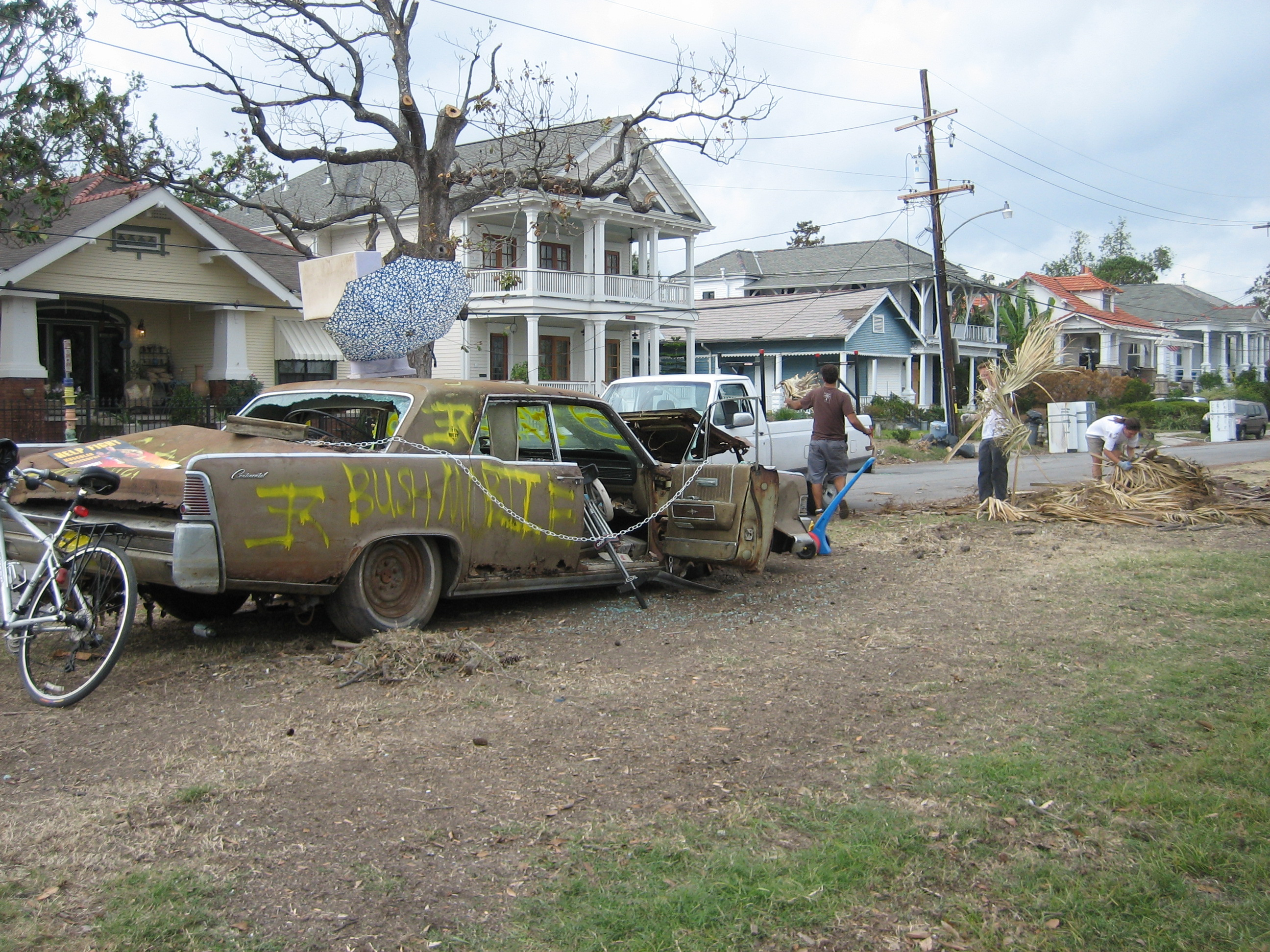
Un Lincoln Continental y otros restos del paso del Katrina por Nueva Orleáns se ha convertido en una obra de arte basura temporal titulada Bushmobile, una referencia sarcástica al presidente George W. Bush.

Un subgénero específico dentro del arte encontrado es lo que se conoce como «arte basura» (trash art o junk art). Estas obras están formadas principalmente de componentes que han sido tirados. A menudo vienen literalmente de la basura. Muchas organizaciones patrocinan competiciones de arte basura.

## Contemporánea
A lo largo de los noventa, los Young British Artists (YBA) hicieron amplio uso de «objetos encontrados», a menudo con una fuerte reacción por parte de la prensa. Aunque es una técnica admitida con carácter general, el uso que estos Jóvenes Artistas Británicos hicieron de él suscitó las controversias en la prensa, la crítica y el público.
Como Marcel Duchamp antes que él, Damien Hirst ha sugerido que una pintura puede ser considerado un objeto encontrado adaptado (el objeto que se pinta) esto es, la historia del arte se basa toda ella en objetos encontrados. Hirst expuso un tiburón conservado en formaldehído en un depósito de cristal y lo llamó The Physical Impossibility of Death in the Mind of Someone Living («La imposibilidad de la muerte en la mente de alguien vivo»). Ha llevado esta idea hasta los extremos al presentar de la misma forma una vaca y un ternero cortados en secciones y en A Thousand Years («Mil años») la cabeza podrida de una vaca, gusanos y moscas. 
Tracey Emin expuso una tienda cubierta por nombres aplicados; también fue polémica su exposición de My Bed en la Tate Gallery, ganando el Premio Turner; esta exposición consistía literalmente en una de sus camas, sin hacer y desordenada, con sábanas manchadas de sudor y rodeada por objetos como sus zapatillas, ropa interior manchada con la regla y botellas. En este sentido el artista le da al público tiempo y una puesta en escena que permite contemplar el objeto. La apreciación del arte encontrado de esta manera puede suscitar una reflexión filosófica en el observador. 
Sarah Lucas amplió a tamaño gigantesco un recorte morboso de la prensa tabloide; también expuso una colcha con dos melones, un cubo y un pepino, representando los genitales masculinos y femeninos.

El público en general y los periodistas han rechazado este tipo de exposiciones, apoyadas sin embargo por museos públicos y críticos de arte. En su conferencia Dimbleby de 2000 titulada Who's afraid of modern art («Quién teme al arte moderno»), Sir Nicholas Serota defendió semejantes manifestaciones de arte «difícil», al tiempo que citaba la oposición manifestada en titulares de prensa como el del Daily Mail «For 1,000 years art has been one of our great civilising forces. Today, pickled sheep and soiled beds threaten to make barbarians of us all».(Durante mil años el arte ha sido una de nuestras grandes fuerzas civilizadoras. Hoy, una oveja escabechada y camas sucias amenazan en convertirnos a todos en bárbaros). Un rechazo más inesperado en 1999 vino de los propios artistas—algunos de los cuales habían trabajado previamente con objetos encontrados—quienes fundaron el grupo de stuckists y emitieron un manifiesto denunciando tales obras en favor de un regreso a la pintura con la afirmación de que «el arte ready-made es una polémica de materialismo».
El arte encontrado también puede verse en internet, donde una imagen encontrada en la red se puede convertir en el componente principal de una obra de arte mayor, realizada modificando la imagen a través de herramientas informáticas básicas.